# Dekanat kolski II
Dekanat kolski II – jeden z dekanatów rzymskokatolickiej diecezji włocławskiej, istniejący w latach 1994–2015. 

## Historia
30 czerwca 1818 r. na mocy bulli Ex imposita Nobis papieża Piusa VII utworzono diecezję kujawsko-kaliską. W jej ramach utworzono dekanat Koło, do którego należało do niego 11 parafii.
W 1994 r., w wyniku powstawania nowych parafii w Kole i Ochlach, dokonano podziału dekanatu na dwie części. Południowa część znalazła się w dekanacie kolskim I, a północno-wschodnia w dekanacie kolskim II. W skład dekanatu kolskiego II wchodziło siedem parafii z terenu powiatu kolskiego.
Dekretem z 2 lutego 2015 r. został zlikwidowany. Większość parafii zostało włączonych w skład przywróconego dekanatu kolskiego.

## Parafie
W skład dekanatu kolskiego II wchodziły następujące parafie:
- parafia Matki Bożej Częstochowskiej w Kole
- parafia Narodzenia NMP w Chełmnie nad Nerem
- parafia Wniebowzięcia NMP w Dębach Szlacheckich
- parafia Wniebowzięcia NMP w Grzegorzewie
- parafia Wniebowstąpienia Pańskiego w Ochlach
- parafia św. Bartłomieja Apostoła w Osieku Wielkim
- parafia św. Jakuba Apostoła we Wrzącej Wielkiej

## Władze dekanatu
Dziekan dekanatu kolskiego II:
- ks. kan. Wojciech Szczepankiewicz - proboszcz parafii w Dębach Szlacheckich

Wicedziekan:
- ks. Krzysztof Pietryga - proboszcz parafii w Grzegorzewie